# Danny McGrain
Daniel Fergus "Danny" McGrain (ur. 1 maja 1950 w Finnieston) – były szkocki piłkarz występujący na pozycji obrońcy. Trener piłkarski.

## Kariera klubowa
McGrain zawodową karierę rozpoczynał w 1970 roku w Celtiku ze Scottish Premier Division. Jego barwy reprezentował przez 17 lat. Rozegrał tam łącznie 439 spotkań i zdobył 4 bramki. Z klubem zdobył także 9 mistrzostw Szkocji (1971, 1972, 1973, 1974, 1977, 1979, 1981, 1982, 1986), 5 Pucharów Szkocji (1974, 1975, 1977, 1980, 1985) oraz 2 Puchary Ligi Szkockiej (1974, 1983).
W 1987 roku McGrain odszedł do zespołu Hamilton Academical ze Scottish First Division. W 1988 roku, po wywalczeniu z klubem awansu do Scottish Premier Division, zakończył karierę.

## Kariera reprezentacyjna
W reprezentacji Szkocji McGrain zadebiutował w 1973 roku. W 1974 roku został powołany do kadry na mistrzostwa świata. Zagrał na nich w meczach z Zairem (2:0), Brazylią (0:0) oraz Jugosławią (1:1). Z tamtego turnieju Szkocja odpadła po fazie grupowej.
W 1982 roku McGrain ponownie znalazł się w zespole na mistrzostwa świata. Wystąpił na nich w pojedynkach z Nową Zelandią (5:2) i Związkiem Radzieckim (2:2). Tamten turniej Szkocja zakończyła na fazie grupowej.
W latach 1973–1982 w drużynie narodowej McGrain rozegrał w sumie 62 spotkania.